# Reggie Lewis
Reggie Lewis (* 21. November 1965 in Baltimore, Maryland; † 27. Juli 1993 in Waltham, Massachusetts) war ein US-amerikanischer Basketballspieler. Er lief in den Jahren 1987 bis 1993 für die Boston Celtics in der NBA auf.

## Karriere
Gebürtig aus Baltimore, kam er über die Dunbar High School an das Northeast College in Boston und wurde im Jahr 1987 in der ersten Runde mit dem 22. Pick gedraftet. In seiner Rookiesaison spielte er durchschnittlich nur 8,3 Minuten pro Spiel und erzielte dabei 4,5 Punkte. In seiner zweiten Saison fiel Larry Bird verletzungsbedingt nahezu die gesamte Saison aus. Lewis sprang ein und erreichte bei einer durchschnittlichen Einsatzzeit von 32,3 Minuten einen Punktedurchschnitt von 18,5. In der Saison 1990/91 wurde er ein wertvoller 6. Mann im Kader der Celtics und schaffte in der folgenden Saison 1991–92 den Sprung in die Startaufstellung. Nach dem Rücktritt Birds übernahm Lewis das Amt des Kapitäns bei den Celtics. Er wurde 1992 zum einzigen Mal ins All-Star-Team gewählt und verbuchte in 15 Minuten sieben Punkte und vier Rebounds. Insgesamt erzielte er in seinen letzten beiden Saisons bei den Celtics 20,8 Punkte pro Spiel und erreichte einen Karrieredurchschnitt von 17,6 Punkten pro Einsatz. Er spielte in 401 von 410 möglichen Spielen von Beginn der Saison 1988/89 bis 1992/1993.

## Tod
1993 führte er die Celtics in die Playoffs gegen die Charlotte Hornets. In Spiel eins am 29. April trat ein bis dahin unentdeckter Herzfehler auf. Lewis brach auf dem Feld zusammen und fiel für den Rest der Playoffs aus. Boston verlor die Playoff-Serie mit 1:3. Am 27. Juli 1993 nahm Lewis das Training wieder auf. An seiner ehemaligen Universität, Northeastern, übte er seine gefürchteten Sprungwürfe, als er erneut kollabierte und an den Folgen seines Herzfehlers starb.
Die Boston Celtics zogen nach seinem Tod seine Trikotnummer #35 zurück, sie hängt ihm zu Ehren in deren ursprünglichen Heimspielstätte, der Matthews Arena. Im Bostoner Stadtteil Roxbury, Massachusetts, öffnete zudem das nach ihm benannte Reggie Lewis Track and Athletic Center.